# Titularbistum Rebellum
Rebellum (ital.: Ravello) ist ein Titularbistum der römisch-katholischen Kirche.
Das Titularbistum geht zurück auf einen Bischofssitz in der Stadt Ravello, die sich in der italienischen Region Kampanien befindet. Das Bistum Ravello wurde 1086 gegründet, 1603 mit dem Bistum Scala vereinigt und 1818 aufgelöst.
| Titularbischöfe von Rebellum |                                                  |                                        |                   |                    |
| Nr.                          | Name                                             | Amt                                    | von               | bis                |
| 1                            | Luigi Dardani                                    | Weihbischof in Bologna (Italien)       | 28. April 1969    | 12. März 1974      |
| 2                            | Giacomo Barabino                                 | Weihbischof in Genua-Bobbio (Italien)  | 16. Mai 1974      | 7. Dezember 1988   |
| 3                            | Giovanni Marra Titularerzbischof pro hac vice    | Militärerzbischof von Italien          | 14. November 1989 | 17. Mai 1997       |
| 4                            | Hans Schwemmer Titularerzbischof pro hac vice    | Apostolischer Nuntius                  | 9. Juli 1997      | 1. Oktober 2001    |
| 5                            | Claudio Gugerotti Titularerzbischof pro hac vice | Apostolischer Nuntius Kurienerzbischof | 7. Dezember 2001  | 30. September 2023 |
| 6                            | Vincenzo Turturro Titularerzbischof pro hac vice | Apostolischer Nuntius                  | 29. Dezember 2023 |                    |